# أدهم بن محرز الباهلي
أدهم بن محرز بن أسيد بن أخشن الباهلي أحد قواد الدولة الأموية، شهد معركة صفين مع معاوية بن أبي سفيان، وكان من قواد الحجاج بن يوسف الثقفي، وأحد أمراء الجيش الذين وُجهوا مع عبيد الله بن زياد لقتال التوابين في معركة عين الوردة، ويُذكر أنه كان أول من وُلد في حمص من المسلمين. توفي نحو عام 100هـ - 718م.

## نسبه
هو أدهم بْن محرز بْن أسيد بْن أخشن بْن رياح بْن أَبِي خَالِد بْن ربيعة بْن يزيد بن عمرو بن سلامة بن ثعلبة بن وائل بن معن بن مالك بن أعصر الباهلي

## معركة عين الوردة
أخذ سليمان بن صرد في التجهيز للثأر للحسين، فخرج في ربيع الآخر من عام 65 هـ، وبلغ عبيد الله بن زياد، خبر خروج سليمان، فأرسل إليه الحصين بن نمير السكوني في اثنى عشر ألفاً، فخرج أصحاب سليمان إليه، فحملت ميمنة سليمان على ميسرة الحصين، والميسرة أيضاً على الميمنة، وحمل سليمان في القلب على جماعتهم، فانهزم جيش الحصين.
وفي الصباح أتاهم أدهم بن محرز الباهلي في نحو من عشرة آلاف، فاقتتلوا يوم الجمعة إلى ارتفاع الضحى، حتى قُتل سليمان، ولما انتصروا ذهب أدهم إلى عبد الملك بن مروان ليبشره بالانتصار، ففرح عبد الملك وصعد المنبر ليخطب.